# Martin M-130
El Martin M-130 era un hidrocanoa cuatrimotor comercial diseñado y construido en 1935 por la empresa Glenn L. Martin Company en Baltimore, Maryland , para la línea aérea Pan American Airways. Sólo fueron construidos cuatro M-130; los China Clipper, Philippine Clipper, Hawaii Clipper, y el cuarto (designado como Modelo 156 ) apodado no oficialmente más tarde Soviet Clipper fue vendido a la Unión Soviética para su uso por la compañía Aeroflot . La compañía Martin los bautizó como Martin Ocean Transports, pero, para el público eran los "China Clippers", un nombre que se convirtió en un término genérico para los grandes hidrocanoas de Pan Am, incluidos, retroactivamente, el más pequeño Sikorsky S-42 (que voló por primera vez en 1931) y el mayor Boeing 314 (que voló por primera vez en 1938).

## Diseño e historia
El Martin Modelo 130 fue diseñado para cumplir los deseos y especificaciones indicadas por Juan Trippe presidente de la aerolínea Pan American Inc. relativas a la necesidad de un gran hidrocanoa, superior en capacidad de pasaje y autonomía para cubrir rutas transpacíficas a los Sikorsky S-40 que dicha compañía ya operaba y los también solicitados al mismo tiempo Sikorsky S-42 .
El resultado fue gran hidrocanoa monoplano cuatrimotor, designado por la empresa constructora Martin Ocean Transport Model 130. Este aparato incorporaba en su diseño un avanzado casco de dos redientes, alas embrionarias de implantación baja que proporcionaban estabilidad de navegación en el agua y que podían albergar combustible adicional hasta un máximo de 7200 l de los 14383 l que podía almacenar. Acomodaba a cinco tripulantes (más tarde ocho) y hasta un máximo de 32 pasajeros en vuelos diurnos, aunque de manera opcional la cabina de pasaje principal podía transformarse para solo 18 plazas en asientos reclinables para trayectos nocturnos. La planta motriz estaba compuesta de cuatro motores radiales montados en góndolas Pratt & Whitney R-1830-S2A5G Twin Wasp de 976 hp (708 kW) de potencia unitaria.
Pan American encargó tres unidades del Modelo 130, que suponían un notable avance de diseño respecto del Sikorsky S-42. El denominado por dicha compañía China Clipper fue el primero en alzar el vuelo el 30 de diciembre de 1934, siendo entregado a sus propietarios el 9 de octubre de 1935. Intensamente evaluado sobre el Atlántico antes de ser enviado a la base de Alameda , California, se constató un alcance máximo con una carga útil moderada de unos 6400 km, que se veían reducidos a 4800 si transportaba entre 12 o 14 pasajeros y 900 kg de correo. La velocidad normal de crucero con carga máxima era de 210 km/h a una cota de vuelo de 3050 m.
El segundo avión bautizado Philippine Clipper, fue entregado el 24 de noviembre. Dos días antes (22.10.325) El China Clipper al mando del capitán Edwin Musick jefe de pilotos de la compañía, partió en lo que sería su primer vuelo despegando desde Alameda solamente con correo con destino Manila, llegando el día 29; realizando un vuelo con escalas de 13200 km en un tiempo de 59 horas 48 minutos para ello la compañía había establecido previamente unas bases de asistencia técnica y atención al pasaje en Midway , Wake y Guam .
ElPhilippine Clipper, efectuó el 28 de abril de 1937 un vuelo de calibración entre Manila y Hong Kong, lo que completaba la ruta del Pacífico Sur.

## Martin Modelo 156

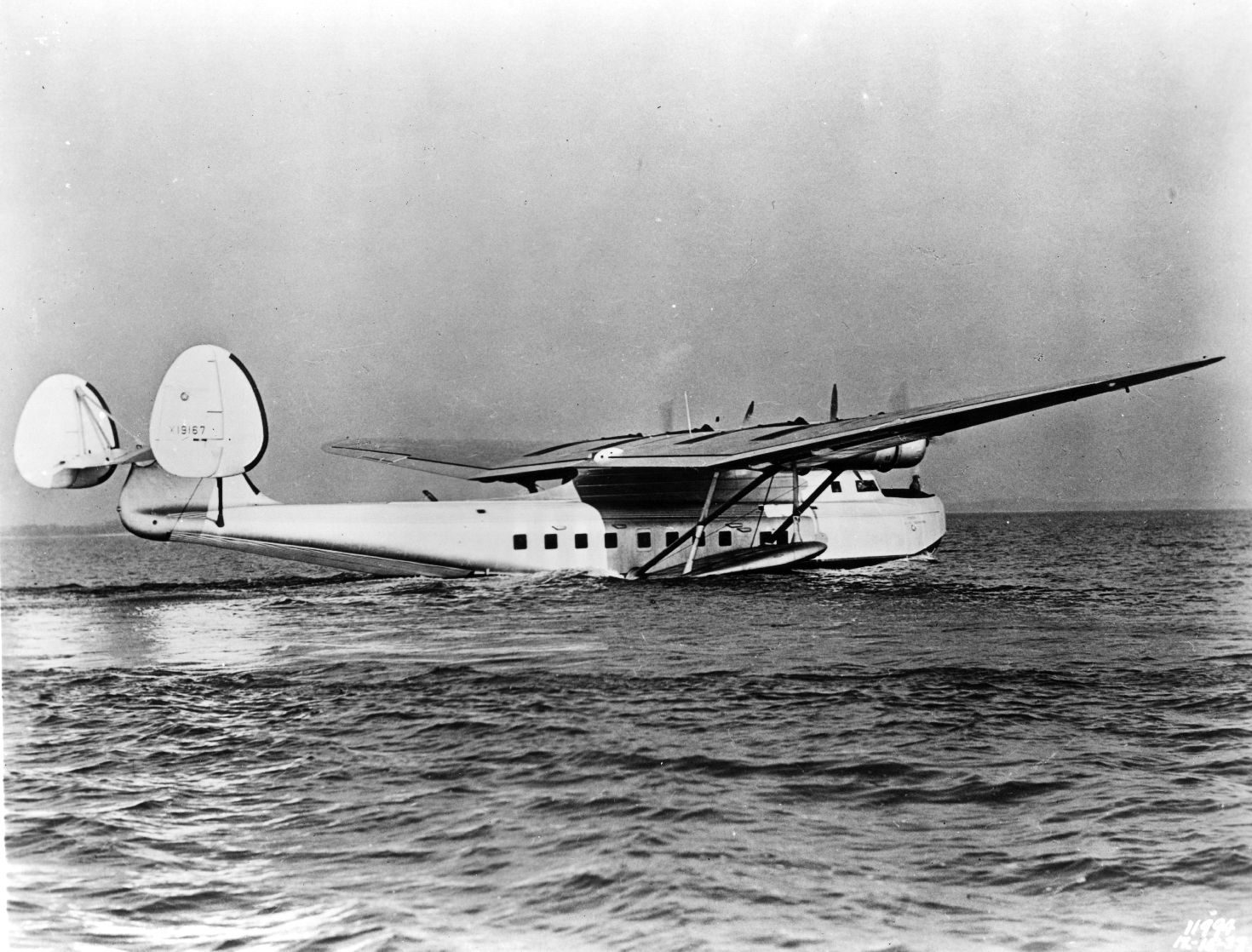
leftMartin 156 todavía con matrícula estadounidense (NX19167) en 1937

El único ejemplo del Modelo 156 fue diseñado y construido en respuesta a una petición de Pan American Airways Inc. para proporcionar un reemplazo de más largo alcance para el Martin M-130; desafortunadamente para la compañía G. Martin, Pan Am rechazó el Modelo 156 decantándose en su lugar por el hidrocanoa Boeing 314. Después de que Pan Am optara por el producto de la compañía Boeing Airplane Company, Martin negoció un acuerdo y vendió el avión al gobierno de la Unión Soviética; por ello se suele referirse a él, como Russian Clipper o Soviet Clipper, nombre "inventado" por la prensa estadounidense. Fue operado por Aeroflot en las rutas de largo alcance al este de la Unión Soviética bajo la denominación SP-30.
Al igual que el Modelo 130, el Modelo 156/SP-30 era un diseño de ala alta cuatrimotor con el ala montada encima de una extensión pilón del fuselaje. Mientras que el M-156/SP-30 conservó la misma longitud que su predecesor, su envergadura se incrementó en 8,2 m con la adición de aletas para un mayor control; también difería del 130 por un estabilizador horizontal montado encima de un pilón en la parte trasera del casco, con estabilizadores verticales y timones dobles gemelos situados encima del estabilizador horizontal.
Junto con el aumento en el tamaño del ala, la capacidad de combustible se amplió a un total de 16126 l. La potencia para cada uno de los cuatro motores aumentó al instalarse los más potentes, también radiales, Wright R-1820-G2 Cyclone 9 de 1000 hp (750 kW).
El gobierno soviético compró el avión a la compañía Martin en 1937. La venta incluyó un conjunto completo de los planes de producción, especificaciones de ingeniería y licencias de fabricación, destinados a producir en masa este avión. La invasión alemana de la Unión Soviética en 1941 alteró estos planes.

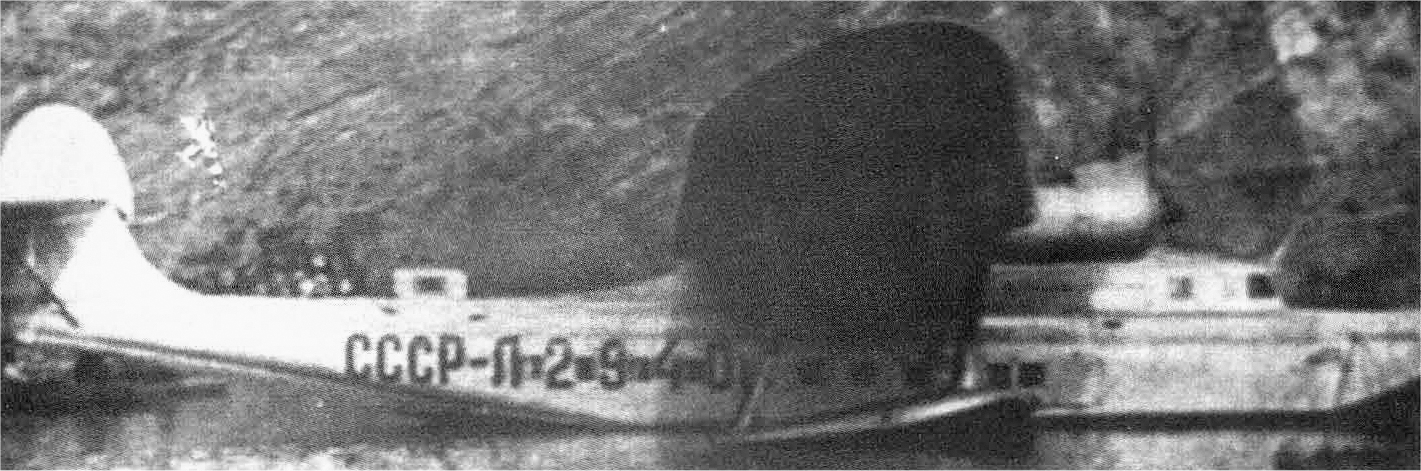
Martin 156 / SP-30 con librea de Aeroflot

El único ejemplar del SP-30 entró en servicio regular en 1940 con Aeroflot y se utilizó en el Extremo Oriente soviético a lo largo de la costa del Pacífico. En este papel, Aeroflot configuró el avión para transportar hasta 70 pasajeros. Los detalles del destino final de este avión son imprecisos. Sin embargo, parece que fue volado por Aeroflot hasta 1944, momento en el cual fue desechado. Si esto se debe a un accidente, -que era un destino común para este tipo de avión- la obsolescencia, o por otras razones no aclaradas.

### Características generales
- Tripulación: 6-9 (capitán, primer oficial, oficial de vuelo junior, oficial de ingeniería, oficial de ingeniería asistente, operador de radio, oficial de navegación, más auxiliares de cabina)
- Capacidad: 36 pasajeros (vuelo diurno)
 18 (vuelos nocturnos)
- Longitud: 27,7 m
- Envergadura: 39,7 m
- Altura: 7,5 m
- Superficie alar: 215 m²
- Peso vacío: 13160 kg
- Peso máximo al despegue: 23701 kg
- Planta motriz: 4× Radial 14 cilindros en doble estrella Pratt & Whitney R-1830-S2A5G Twin Wasp.
  - Potencia: 708 kW (976 HP; 963 CV) cada uno.
- Hélices: Hamilton Standard Hydromatic

### Rendimiento
- Velocidad nunca excedida (Vne): 290 km/h
- Velocidad crucero (Vc): 265 km/h
- Alcance: 5150 km
- Techo de vuelo: 5182 m